# Камышино (Кемеровская область)
Камы́шино — село в Ленинск-Кузнецком районе Кемеровской области. Входит в состав Шабановского сельского поселения.

## География
Центральная часть населённого пункта расположена на высоте 201 м над уровнем моря.

## Население
| 2010 |
| ---- |
| 621  |

### Половой состав
По данным Всероссийской переписи населения 2010 года, в селе Камышино проживал 621 человек (282 мужчины, 339 женщин).

## Экономика
В селе действует СХА «Колхоз им. Ленина»